# Peanut Louie
Ne pas confondre avec Marcie Louie, sa sœur aînée également joueuse de tennis.
Mareen « Peanut » Louie (née le 15 août 1960 à San Francisco) est une joueuse de tennis américaine, professionnelle de la fin des années 1970 jusqu'en 1995. Elle est aussi connue sous son nom de femme mariée, Peanut Louie-Harper
Elle a atteint le 19e rang mondial en simple le 1er avril 1985 et le 31e en double le 6 avril 1992.
À deux occasions, elle a joué le 3e tour en simple dans une épreuve du Grand Chelem :
- à l'US Open, en 1984 (battue par Pam Shriver)
- à Wimbledon, en 1987 (battue par Martina Navrátilová)

## Palmarès

### Titres en simple dames
| No | Date       | Nom et lieu du tournoi                          | Catégorie  | Dotation | Surface         | Finaliste       | Score         |          |
| -- | ---------- | ----------------------------------------------- | ---------- | -------- | --------------- | --------------- | ------------- | -------- |
| 1  | 09-01-1978 | Avon Futures of Northern California, San Carlos | Futures    | 20 000 $ | Dur (ext.)      | Ruta Gerulaitis | 7-6, 6-2      | Parcours |
| 2  | 25-02-1980 | Avon Futures of Columbus, Columbus (OH)         | Futures    | 25 000 $ | Dur (int.)      | Beth Norton     | 6-2, 6-3      | Parcours |
| 3  | 23-04-1984 | South African, Durban                           | VS Tour C1 | 50 000 $ | Dur (ext.)      | Rene Uys        | 6-1, 6-4      | Parcours |
| 4  | 14-01-1985 | Virginia Slims of Denver, Denver                |            | 75 000 $ | Moquette (int.) | Zina Garrison   | 6-4, 4-6, 6-4 | Parcours |

### Finale en simple dames
| No | Date       | Nom et lieu du tournoi | Catégorie | Dotation | Surface         | Vainqueure   | Score    |          |
| -- | ---------- | ---------------------- | --------- | -------- | --------------- | ------------ | -------- | -------- |
| 1  | 15-12-1980 | Tucson Open, Tucson    |           | 75 000 $ | Moquette (int.) | Tracy Austin | 6-2, 6-0 | Parcours |

### Titres en double dames
| No | Date       | Nom et lieu du tournoi            | Catégorie  | Dotation  | Surface    | Partenaire           | Finalistes                     | Score         |          |
| -- | ---------- | --------------------------------- | ---------- | --------- | ---------- | -------------------- | ------------------------------ | ------------- | -------- |
| 1  | 20-10-1980 | Hit-Union Japan Open Tokyo        |            | 50 000 $  | Dur (ext.) | Dana Gilbert         | Nerida Gregory Marie Neumanova | 7-5, 7-6      | Parcours |
| 2  | 23-04-1984 | South African Durban              | VS Tour C1 | 50 000 $  | Dur (ext.) | Anna Maria Fernández | Cláudia Monteiro Beverly Mould | 7-5, 5-7, 6-1 | Parcours |
| 3  | 11-09-1989 | Virginia Slims of Arizona Phoenix | Tier V     | 100 000 $ | Dur (ext.) | Penny Barg           | Elise Burgin Rosalyn Fairbank  | 7-6, 7-6      | Parcours |
| 4  | 28-10-1991 | Arizona Classic Scottsdale        | Tier IV    | 150 000 $ | Dur (ext.) | Cammy MacGregor      | Sandy Collins Elna Reinach     | 7-5, 3-6, 6-3 | Parcours |

### Finales en double dames
| No | Date       | Nom et lieu du tournoi                            | Catégorie      | Dotation  | Surface         | Vainqueures                      | Partenaire      | Score         |          |
| -- | ---------- | ------------------------------------------------- | -------------- | --------- | --------------- | -------------------------------- | --------------- | ------------- | -------- |
| 1  | 28-03-1979 | WTA-La Costa Tennis Classic Carlsbad              | Colgate Series | 35 000 $  | Dur (ext.)      | Marcie Louie Regina Maršíková    | Marita Redondo  | 6-2, 2-6, 6-4 | Parcours |
| 2  | 02-03-1981 | Avon Championships of Los Angeles Inglewood       |                | 150 000 $ | Moquette (int.) | Susan Leo Kim Sands              | Marita Redondo  | 6-1, 4-6, 6-1 | Parcours |
| 3  | 28-09-1987 | Virginia Slims of New Orleans La Nouvelle-Orléans |                | 150 000 $ | Moquette (int.) | Zina Garrison Lori McNeil        | Heather Ludloff | 6-3, 6-3      | Parcours |
| 4  | 06-08-1990 | Virginia Slims of Albuquerque Albuquerque         | Tier IV        | 150 000 $ | Dur (ext.)      | Meredith McGrath Anne Smith      | Wendy Prausa    | 7-6, 6-4      | Parcours |
| 5  | 05-08-1991 | Virginia Slims of Albuquerque Albuquerque         | Tier IV        | 150 000 $ | Dur (ext.)      | Katrina Adams Isabelle Demongeot | Lise Gregory    | 6-7, 6-4, 6-3 | Parcours |

## Parcours en Grand Chelem

### En simple dames
| Année | Open d'Australie (janvier) | Open d'Australie (janvier) | Internationaux de France | Internationaux de France | Wimbledon       | Wimbledon           | US Open         | US Open          | Open d'Australie (décembre) | Open d'Australie (décembre) |
| ----- | -------------------------- | -------------------------- | ------------------------ | ------------------------ | --------------- | ------------------- | --------------- | ---------------- | --------------------------- | --------------------------- |
| 1976  | -                          | -                          | -                        | -                        | 2e tour (1/32)  | Ilana Kloss         | 1er tour (1/64) | Lele Forood      | n/a                         | n/a                         |
| 1977  | -                          | -                          | -                        | -                        | -               | -                   | 2e tour (1/32)  | Nancy Richey     | -                           | -                           |
| 1978  | n/a                        | n/a                        | 2e tour (1/16)           | Helga Masthoff           | 1er tour (1/64) | Barbara Jordan      | 3e tour (1/16)  | Virginia Ruzici  | -                           | -                           |
| 1979  | n/a                        | n/a                        | -                        | -                        | 1er tour (1/64) | Virginia Wade       | 2e tour (1/32)  | Julie Harrington | -                           | -                           |
| 1980  | n/a                        | n/a                        | -                        | -                        | 3e tour (1/16)  | Billie Jean King    | 2e tour (1/32)  | Chris Evert      | -                           | -                           |
| 1981  | n/a                        | n/a                        | -                        | -                        | 1er tour (1/64) | Mima Jaušovec       | 2e tour (1/32)  | Alycia Moulton   | -                           | -                           |
| 1982  | n/a                        | n/a                        | -                        | -                        | 1er tour (1/64) | Kim Steinmetz       | 2e tour (1/32)  | Andrea Temesvári | -                           | -                           |
| 1983  | n/a                        | n/a                        | -                        | -                        | -               | -                   | 2e tour (1/32)  | Kathy Jordan     | -                           | -                           |
| 1984  | n/a                        | n/a                        | -                        | -                        | 1er tour (1/64) | Martina Navrátilová | 3e tour (1/16)  | Pam Shriver      | -                           | -                           |
| 1985  | n/a                        | n/a                        | -                        | -                        | 2e tour (1/32)  | Molly Van Nostrand  | 1er tour (1/64) | Shawn Foltz      | -                           | -                           |
| 1986  | n/a                        | n/a                        | -                        | -                        | 1er tour (1/64) | Rosalyn Fairbank    | 2e tour (1/32)  | Annabel Croft    | n/a                         | n/a                         |
| 1987  | -                          | -                          | -                        | -                        | 3e tour (1/16)  | Martina Navrátilová | 2e tour (1/32)  | Isabel Cueto     | n/a                         | n/a                         |
| 1988  | -                          | -                          | 2e tour (1/32)           | Masako Yanagi            | 1er tour (1/64) | Sarah Loosemore     | 1er tour (1/64) | Nathalie Tauziat | n/a                         | n/a                         |
| 1989  | -                          | -                          | -                        | -                        | 1er tour (1/64) | Chris Evert         | 1er tour (1/64) | Rosalyn Fairbank | n/a                         | n/a                         |
| 1990  | -                          | -                          | -                        | -                        | 1er tour (1/64) | Natasha Zvereva     | 1er tour (1/64) | Ann Grossman     | n/a                         | n/a                         |
| 1991  | -                          | -                          | -                        | -                        | 2e tour (1/32)  | Steffi Graf         | 2e tour (1/32)  | Jana Novotná     | n/a                         | n/a                         |

À droite du résultat, l’ultime adversaire.

### En double dames
| Année | Open d'Australie (janvier) | Open d'Australie (janvier) | Internationaux de France     | Internationaux de France | Wimbledon                     | Wimbledon                  | US Open                         | US Open                   | Open d'Australie (décembre) | Open d'Australie (décembre) |
| ----- | -------------------------- | -------------------------- | ---------------------------- | ------------------------ | ----------------------------- | -------------------------- | ------------------------------- | ------------------------- | --------------------------- | --------------------------- |
| 1977  | -                          | -                          | -                            | -                        | -                             | -                          | 1er tour (1/32) S. Margolin     | Linky Boshoff Ilana Kloss | -                           | -                           |
| 1978  | n/a                        | n/a                        | 1er tour (1/16) Amanda Tobin | Sylvie Rual B. Simon     | -                             | -                          | 2e tour (1/16) A. M. Fernández  | B. Nagelsen Pam Shriver   | -                           | -                           |
| 1979  | n/a                        | n/a                        | -                            | -                        | 2e tour (1/16) Marcie Louie   | Mima Jaušovec V. Ruzici    | 1er tour (1/32) M. Redondo      | Tracy Austin Kathy May    | -                           | -                           |
| 1980  | n/a                        | n/a                        | -                            | -                        | -                             | -                          | 3e tour (1/8) M. Redondo        | Rosie Casals W. Turnbull  | -                           | -                           |
| 1981  | n/a                        | n/a                        | -                            | -                        | 1er tour (1/32) Penny Johnson | M. L. Piatek Wendy White   | 1er tour (1/32) M. Redondo      | E. Little Y. Vermaak      | -                           | -                           |
| 1982  | n/a                        | n/a                        | -                            | -                        | 1er tour (1/32) S. Margolin   | Laura duPont B. Jordan     | 1er tour (1/32) S. Margolin     | Susan Leo Pam Whytcross   | -                           | -                           |
| 1984  | n/a                        | n/a                        | -                            | -                        | 2e tour (1/16) H. Ludloff     | Navrátilová Pam Shriver    | 1er tour (1/32) H. Ludloff      | Leslie Allen Kim Jones    | -                           | -                           |
| 1985  | n/a                        | n/a                        | -                            | -                        | 1er tour (1/32) Pam Casale    | C. Benjamin Jaime Kaplan   | 1er tour (1/32) Kim Jones       | Bettina Bunge Eva Pfaff   | -                           | -                           |
| 1986  | n/a                        | n/a                        | -                            | -                        | 1er tour (1/32) Laura Arraya  | J. Mundel Van Nostrand     | 1er tour (1/32) A. M. Fernández | Henricksson C. Jolissaint | n/a                         | n/a                         |
| 1987  | -                          | -                          | -                            | -                        | 2e tour (1/16) H. Ludloff     | S. Cherneva L. Savchenko   | 1er tour (1/32) H. Ludloff      | D. Balestrat Hu Na        | n/a                         | n/a                         |
| 1988  | -                          | -                          | 2e tour (1/16) R. Fairbank   | S. Mascarin Pat Medrado  | 1er tour (1/32) H. Ludloff    | H. Mandlíková B. Potter    | 1er tour (1/32) H. Ludloff      | L. Savchenko N. Zvereva   | n/a                         | n/a                         |
| 1989  | -                          | -                          | -                            | -                        | 3e tour (1/8) Wendy White     | L. Savchenko N. Zvereva    | 2e tour (1/16) Laura Arraya     | M. Lindström H. Ludloff   | n/a                         | n/a                         |
| 1990  | -                          | -                          | -                            | -                        | 2e tour (1/16) Penny Barg     | Lise Gregory Gretchen Rush | 1er tour (1/32) Penny Barg      | Elise Burgin R. Fairbank  | n/a                         | n/a                         |
| 1991  | -                          | -                          | -                            | -                        | 2e tour (1/16) Maya Kidowaki  | Navrátilová Pam Shriver    | 1er tour (1/32) Alysia May      | Jo-Anne Faull M. Jaggard  | n/a                         | n/a                         |
| 1992  | -                          | -                          | -                            | -                        | 1er tour (1/32) C. MacGregor  | Lori McNeil Rennae Stubbs  | 1er tour (1/32) Linda Wild      | Leila Meskhi Elna Reinach | n/a                         | n/a                         |

Sous le résultat, la partenaire ; à droite, l’ultime équipe adverse.

### En double mixte
| Année | Open d'Australie (janvier), | Open d'Australie (janvier), | Internationaux de France   | Internationaux de France | Wimbledon                     | Wimbledon                 | US Open                       | US Open                     | Open d'Australie (décembre), | Open d'Australie (décembre), |
| ----- | --------------------------- | --------------------------- | -------------------------- | ------------------------ | ----------------------------- | ------------------------- | ----------------------------- | --------------------------- | ---------------------------- | ---------------------------- |
| 1976  | n/a                         | n/a                         | -                          | -                        | 2e tour (1/16) Fred McNair    | Jenny Walker N. Callaghan | -                             | -                           | n/a                          | n/a                          |
| 1978  | n/a                         | n/a                         | -                          | -                        | -                             | -                         | 3e tour (1/8) Andy Lucchesi   | Betty Stöve Frew McMillan   | n/a                          | n/a                          |
| 1979  | n/a                         | n/a                         | -                          | -                        | 1er tour (1/32) Andy Lucchesi | R. Tomanová John Marks    | -                             | -                           | n/a                          | n/a                          |
| 1985  | n/a                         | n/a                         | -                          | -                        | -                             | -                         | 1er tour (1/16) Matt Mitchell | H. Mandlíková Ilie Năstase  | n/a                          | n/a                          |
| 1986  | n/a                         | n/a                         | -                          | -                        | -                             | -                         | 1er tour (1/16) Matt Mitchell | MJ Fernández Fred Stolle    | n/a                          | n/a                          |
| 1987  | -                           | -                           | -                          | -                        | -                             | -                         | 1er tour (1/16) Marty Riessen | Patty Fendick Andy Kohlberg | n/a                          | n/a                          |
| 1988  | -                           | -                           | 2e tour (1/16) R. Reneberg | Penny Barg Eric Korita   | -                             | -                         | -                             | -                           | n/a                          | n/a                          |
| 1989  | -                           | -                           | -                          | -                        | 2e tour (1/16) R. Reneberg    | Jana Novotná Jim Pugh     | -                             | -                           | n/a                          | n/a                          |
| 1990  | -                           | -                           | -                          | -                        | 1er tour (1/32) R. Reneberg   | R. Fairbank Danie Visser  | 2e tour (1/8) C. Beckman      | Elna Reinach P. Aldrich     | n/a                          | n/a                          |
| 1991  | -                           | -                           | -                          | -                        | 1er tour (1/32) C. Beckman    | Steffi Graf Henri Leconte | -                             | -                           | n/a                          | n/a                          |
| 1992  | -                           | -                           | -                          | -                        | 1er tour (1/32) C. Beckman    | A. Strnadová Stoltenberg  | 1er tour (1/16) Mike Briggs   | N. Medvedeva H. J. Davids   | n/a                          | n/a                          |

Sous le résultat, le partenaire ; à droite, l’ultime équipe adverse.

## Classements WTA en fin de saison

### En simple
| Année | 1983 | 1986 | 1987 | 1988 | 1989 | 1990 | 1991 | 1992 |
| Rang  | 54   | 64   | 97   | 58   | 113  | 75   | 70   | 316  |

Source : (en) « Classements de Peanut Louie », sur le site officiel du WTA Tour